# Christopher Dick Morton
Christopher Dick Morton (22 juni 1978) of kortweg Chris Morton, is een Belgische zanger uit Gent. Hij werkt voor de aanwervingsdienst van de Gentse politie en is bekend als deelnemer aan meerdere talent- en zangwedstrijden.

## Levensloop
Chris Morton werd te Gent geboren in een gezin van een Zuid-Afrikaanse muzikale vader en een Belgische moeder. Toen hij nog een baby was, verhuisde de familie naar Zuid-Afrika, waar hij tot zijn 18de jaar verbleef.
In 1997 keerde Chris terug naar zijn geboorteland en werkte er eerst als fabrieksarbeider en later als leraar Engels. In 2003 nam hij deel aan de talentenjacht Idool met een heel sterk deelnemersveld. Meerdere deelnemers braken professioneel door waaronder Peter Evrard, Natalia, Wim Soutaer en Brahim Attaeb. In 2004 lukte het hem niet om zich via Eurosong te plaatsen voor het Eurovisie Songfestival.
In 2016 op de leeftijd van 38 besloot hij het roer om te gooien en een politieopleiding te volgen, hierdoor kon hij voor de Gentse politie op de aanwervingsdienst gaan werken.
In 2024 nam hij deel aan Sing Again een wedstrijd voor 22 zangers die al hadden deelgenomen aan eerdere wedstrijden. In de eerste ronde plaatste hij zich voor de halve finale met de stemmen van alle 6 juryleden. In die volgende ronde trad hij samen met stadsgenoot Marjolein Acke als duo aan met de nummers Barcelona van Freddy Mercury en If I needed you van Townes Van Zandt. Hij kon zich niet rechtstreeks plaatsen voor de finale en in de herkansing van de Song Clash moest hij het afleggen tegen de uiteindelijke winnares Marjolein.
Na de positieve ervaringen in Sing Again, nam hij in 2024 samen met Marjolein Acke enkele duetten op waaronder Barcelona en If I needed you. Met deelneemster Noa Neal bracht hij het duet Somebody like You uit.

## Opleiding
- 1999-2002 Mercator Hogeschool Gent
- 2016-2017 Paulo - Politieschool

## Optredens
- 2003 Idool 2003, VTM, Ice Ice Baby
- 2004 Eurosong, VRT, Every Dead Soldier
- 2013 Tien om te zien, VTM, Sweet Angel Valentine
- 2024 Sing Again, VTM, (Hello, Lionel Richie), (Barcelona, Freddy Mercury) en (If I needed you, Townes Van Zandt)

## Discografie

### Singles
- 1999 Cecilia
- 2003 Bring back my Love
- 2004 Stand By Me, Every Dead Soldier
- 2004 Sweet Angel Valentine
- 2024 Somebody like You, een duet met Noa Neal